# Vymírání ordovik–silur
Vymírání ordovik-silur nastalo zhruba před 440 až 450 miliony lety. Patří k jedněm z největších a je zařazováno do tzv. velké pětky vymírání. K vymírání na přelomu ordoviku (během kterého došlo dle některých výzkumů k výraznému snížení teplot a rozvoji živočišných druhů) a siluru vedly dosud nejasné události, které způsobily vymření 27 % čeledí a 57 % všech tehdejších rodů. Někteří vědci jej dokonce považují za druhé největší vymírání. Vyhynulo až 85 % tehdejších druhů ve dvou časových intervalech, které od sebe dělil asi 1 milion let.

## Příčiny
Podle některých údajů byla za vymírání zodpovědná nejspíše enormně silná vulkanická činnost (byť erupce uvolnily oxid uhličitý, tak obnažené horniny jej více absorbovaly, a tak se ochladilo). Případně rozsáhlý vulkanismus spustil celkové oteplování klimatu a anoxické události, nikoliv ale ochlazování, jak ale tvrdí jiné studie dokladující souvislost se zaledněním. Podle jiných, záření gama záblesku, které zničilo ozónovou vrstvu a otevřelo tak cestu UV záření Slunce. Další teorie dává do souvislosti zvýšený obsah toxických kovů, které doprovázejí malformace, které jsou také u fosilií té doby značně častější.
Podle jiných hypotéz mohly toto vymírání způsobit mořské řasy, jejichž mrtvá těla klesala ke dnu a intoxikovala tehdejší vodstva.